# 獅子山簽證政策
外國公民入境 前必須從獅子山使領館處取得签证，除享有豁免簽證資格的國家的公民外。

## 分布地圖

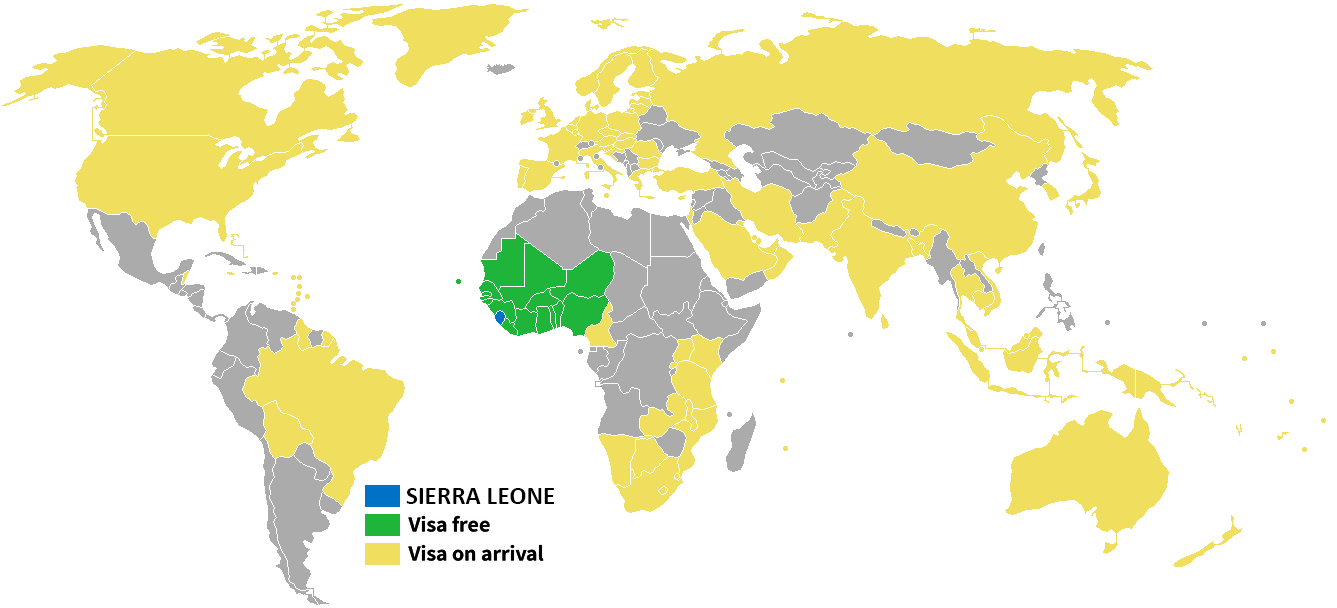
獅子山簽證政策
獅子山
免簽證
需要簽證

## 免簽證
以下15個國家的公民無需簽證，即可入境獅子山：
| - 布吉納法索 - 几内亚 - | - 利比里亚 - 毛里塔尼亚 - 尼日尔 - 奈及利亞 - 塞内加尔 - 多哥 |

- 伊朗外交和公務护照持有者亦可免簽證入境獅子山，並停留不超過1個月。

## 落地签
和 乌干达公民可在抵达时获得落地签。
2018年11月签署了一项协议，允许在抵达时给予阿联酋公民落地签，有效期最长为30天，尚未实施。
2019年3月宣布将扩展落地签政策，塞拉利昂也将投资开发电子签证系统。